# ألاستير تايلور
ألاستير تايلور (بالإنجليزية: Alastair Taylor)‏ هو لاعب كرة قدم بريطاني، ولد في 13 سبتمبر 1991 في شفيلد في المملكة المتحدة. لعب مع نادي بارنسلي.

## وصلات خارجية
- ألاستير تايلور على موقع Soccerbase.com (لاعب) (الإنجليزية)
- ألاستير تايلور على موقع Soccerway.com (الإنجليزية)